# Breuningiana pulchra
Breuningiana pulchra là một loài bọ cánh cứng trong họ Cerambycidae.